# Asterix og trylledrikkens hemmelighed
Asterix og trylledrikkens hemmelighed er en fransk film fra 2018 og den blev instrueret af Alexandre Astier og Louis Clichy.

## Medvirkende
- Sebastian Klein som Asterix (stemme)
- Amin Jensen som Obelix (stemme)
- Paul Hüttel som Miraculix (stemme)
- Torben Sekov som Cyanix (stemme)
- Jens Jacob Tychsen som Cæsar (stemme)
- Benjamin Hasselflug som Tomcrus (stemme)
- Lærke Josefine Grunnet som Pipeline (stemme)
- Nis Bank-Mikkelsen som Atmosfærix (stemme)
- Mathias Klenske som Translapnix (stemme)